# Diviziunea de recensământ 1, Alberta
Diviziunea de recensământ  1 din provincia canadiană Alberta cuprinde:
- Cities (orașe)
  - Medicine Hat

- Towns (Localități urbane)
  - Bow Island
  - Redcliff

- Villages (Sate)
  - Foremost

- Municipal districts (Districte municipale)
  - Cypress County
  - Forty Mile No. 8, County of